# Walther Wadehn
Walther Wadehn (* 1. August 1896 in Wilhelmshaven; † 13. Juli 1949 in Hannover) war ein deutscher Generalmajor der Luftwaffe im Zweiten Weltkrieg.

## Leben
Wadehn trat am 1. September 1914 in das kaiserliche Heer ein und diente im Ersten Weltkrieg erst in der Nachschubtruppe und später in der Fliegertruppe. Nach Kriegsende wurde er am 31. Dezember 1920 zum Oberleutnant befördert und anschließend, im Zuge der Verkleinerung des Heeres, entlassen.
Am 1. September 1934 wurde er als Oberleutnant reaktiviert und ging zur Deutschen Verkehrsfliegerschule nach Schleissheim, einer getarnten Ausbildungsstätte der zukünftigen Luftwaffe. Nach seiner Beförderung zum Hauptmann am 1. April 1935 nahm an einem Lehrgang in der Fliegerschule Jüterbog teil und machte einen Infanterie-Lehrgang in Königsbrück. Danach nahm er bis 1939 verschiedene Aufgaben als Ausbilder für Kampffliegereinheiten wahr und wurde am 1. August 1937 zum Major befördert.
Am 1. Februar 1939 übernahm er sein erstes Truppenkommando, als er Staffelkapitän im Kampfgeschwader 255 (späteres Kampfgeschwader 51) wurde. Ab 13. September 1939 übernahm er die III. Gruppe des Kampfgeschwaders 77 als Gruppenkommandeur. Diese Gruppe, mit ihren zweimotorigen Bombern vom Typ Dornier Do 17 nahm innerhalb der Luftflotte 4 im Südabschnitt der Front am Überfall auf Polen teil. Ab 15. Dezember 1939 übernahm er wieder Aufgaben in der Ausbildung, wo ihn auch am 1. April 1941 die Beförderung zum Oberstleutnant und am 1. September 1942 zum Oberst erreichte.
Ab 25. September 1942 war er zunächst vorläufiger, ab 28. Dezember fester Kommandeur der 10. Luftwaffen-Felddivision die zu dieser Zeit, im Deutsch-Sowjetischen Krieg, der 18. Armee der Heeresgruppe Nord, im Norden der Ostfront unterstellt war. Nach seiner Beförderung zum Generalmajor am 1. September 1943 wurde er am 5. November 1943 von seinen Aufgaben entbunden und in die Führerreserve versetzt.
Am 1. September 1944 übernahm er die Führung der 3. Fallschirmjäger-Division, die aufgrund hoher Verluste in Reserve hinter der Westfront lag. Die Division nahm auch an der Schlacht im Hürtgenwald teil. Anschließend führte er diese Division in der Ardennenoffensive, nach der er als Kommandeur abgelöst wurde und die 8. Fallschirmjäger-Division übernahm. Mit dieser geriet er am 15. Mai 1945, nach der bedingungslosen Kapitulation der Wehrmacht, in britische Gefangenschaft, aus der er im Februar 1948 entlassen wurde.